# Egnund kapell
Egnund kapell ligger i byn Einabu i Folldals kommun nära gränsen till Alvdals kommun i Innlandet fylke i södra Norge.

## Kyrkobyggnaden
År 1922 anlades en kyrkogård vid Einabu. Kapellet uppfördes år 1975 efter ritningar av arkitekt Ingrid Stein. Invigningen ägde rum samma år. Kapellet har en stomme av trä och består av ett långhus med öst-västlig orientering. Mitt på taket finns en takryttare med kyrkklocka. I kyrkorummet ryms cirka 60 personer.

## Inventarier
- Kyrkklockan är från år 1922.
- Ett orgelpositiv är tillverkat år 1983 av Robert Gustavsson Orgelbyggeri.
- En bildväv är tillverkad år 1984 av Else Marie Jakobsen.